# Mirandela
Mirandela is een gemeente in het Portugese district Bragança.
De gemeente heeft een totale oppervlakte van 659 km² en telde 25.819 inwoners in 2001.

## Kernen
- Abambres
- Abreiro
- Aguieiras
- Alvites
- Avantos
- Avidagos
- Barcel
- Bouça
- Cabanelas
- Caravelas
- Carvalhais
- Cedães
- Cobro
- Fradizela
- Franco
- Frechas
- Freixeda
- Lamas de Orelhão
- Marmelos
- Mascarenhas
- Mirandela
- Múrias
- Navalho
- Passos
- Pereira
- Romeu
- S. Pedro Velho
- S. Salvador
- Suçães
- Torre D. Chama
- Vale de Asnes
- Vale de Gouvinhas
- Vale de Salgueiro
- Vale de Telhas
- Valverde
- Vila Boa
- Vila Verde

## Geboren
- Jesualdo Ferreira (1946), voetbalcoach

Alfândega da Fé · Bragança · Carrazeda de Ansiães · Freixo de Espada à Cinta · Macedo de Cavaleiros · Miranda do Douro · Mirandela · Mogadouro · Torre de Moncorvo · Vila Flor · Vimioso · Vinhais